# جونغان (فين)
جونغان (بالفارسية: جونگان) هي قرية تقع في إيران في قسم فين الريفي. يقدر عدد سكانها بـ 27 نسمة بحسب إحصاء 2016.